# Erős Gábor (játékvezető)
Erős Gábor (Esztergom, 1971. szeptember 5. –) magyar nemzetközi labdarúgó-partbíró, asszisztens, 2014-től esztergomi önkormányzati képviselő. 2019. október 29-től Esztergom alpolgármestere, 2022. májusától országgyűlési képviselő.

## Pályafutása

### Nemzeti játékvezetés
A játékszabályokból 1994-ben Budapesten tett vizsgát, ezt követően különböző labdarúgó osztályokban szerezte meg a szükséges tapasztalatokat. 1996-ban már az NB III-ban vezetett a mérkőzéseket, 1998-ban utánpótlás játékvezető lett, majd 1999-ben az országos keretben, NB II-es játékvezetőként szolgálta a labdarúgást. 2000-ben került a nemzeti I. osztályú asszisztensek közé. Első NB I-es mérkőzése 2001-ben volt. 2016 decemberében visszavonult az aktív játékvezetéstől. Élvonalbeli közreműkődések száma: 327 mérkőzés (292 asszitencia, 35 tartalékjátékvezető)
| Helyszín            | Mérkőzés típusa             | Mérkőzés                              |                   |
| ------------------- | --------------------------- | ------------------------------------- | ----------------- |
| 1994. augusztus 27. | Helyi Stadion, Nagysáp      | Játékvezető (1. mérkőzés - ifjúsági)  | Nagysáp–Tarján    |
| 1994. augusztus 27. | Helyi Stadion, Nagysáp      | Partjelző (1. mérkőzés - felnőtt)     | Nagysáp–Tarján    |
| 1994. október 24.   | Helyi Stadion, Dömös        | Játékvezető (1. mérkőzés - felnőtt)   | Dömös–Kesztölc    |
| 2001. március 17.   | GSP Stadion, Székesfehérvár | Asszisztens (1. NB. I-es mérkőzés)    | Videoton–Újpest   |
| 2016. december 10.  | Budapest                    | Assisztens (utolsó NB. I-es mérkőzés) | Ferencváros - MTK |

Hitvallása: Alázattal szolgálni a világ legszebb sportját. * [forrás?]

### Nemzetközi játékvezetés
A Magyar Labdarúgó-szövetség (MLSZ) Játékvezető Bizottságának (JB) felterjesztésére 2003-ban lett nemzetközi partjelző, asszisztens, a Nemzetközi Labdarúgó-szövetség (FIFA) játékvezetői, partbírói keretének tagja. Az UEFA által készített Convention programjának magyarországi arca volt. Ez egy rövid film ahol minden országból képviselte valaki saját hazáját. Összes nemzetközi mérkőzések száma: 178, ebből válogatott vb, ill. Eb-selejtezők: 38, Bajnokok Ligája-mérkőzések:24, egyéb európai kupamérkőzések: 32
| Időpont           | Helyszín                 | Mérkőzés típusa                                | Mérkőzés                  |
| ----------------- | ------------------------ | ---------------------------------------------- | ------------------------- |
| 2001. október 23. | Városi Stadion, Zaprisce | Alpok-Adria Kupa (1. nemzetközi - asszisztens) | Horvátország–Stájerország |

#### Világbajnokság
2007-ben Kanadában rendezték az U20-as labdarúgó-világbajnokságot, ahol asszisztensi feladatokat kapott. Állandó asszisztensként Vámos Tibor társával segítették a játékvezető szakmai munkáját.
| Időpont          | Helyszín                    | Mérkőzés típusa        | Mérkőzés              | Játékvezető   | Eredmény | Nézők száma |
| ---------------- | --------------------------- | ---------------------- | --------------------- | ------------- | -------- | ----------- |
| 2007. július 3.  | Olimpiai Stadion, Montréal  | selejtező (D. csoport) | Brazília–Dél-Korea    | Kassai Viktor | 3 : 2    | 35 801      |
| 2007. július 6.  | Frank Clair Stadion, Ottawa | selejtező (E. csoport) | Argentína–Észak-Korea | Kassai Viktor | 1 : 0    | 26 559      |
| 2007. július 12. | Olimpiai Stadion, Montréal  | egyik nyolcaddöntő     | Mexikó–Kongó          | Kassai Viktor | 3 : 0    | 40 204      |

2009-ben Kassai Viktor játékvezető segítőjeként, Vámos Tibor partbíró és Bognár Tamás negyedik bíró társaságában, a Bahrein-Új-Zéland (0:0) világbajnoki osztályozón partbíróként szolgálta a labdarúgást.
2009-ben Nigériában rendezték az U17-es labdarúgó-világbajnokságot, ahol megszokott, állandó társaival három mérkőzésen foglalkoztatták. Viktorral Európából egyedül szerepet kaptak a bronz mérkőzésen. Erős Gábor itt az 5. játékvezető volt.
A FIFA 2010. február 5-én kijelölte a (június 11.-július 11.) közötti dél-afrikai világbajnokságon közreműködő harminc játékvezetőt, akik között ott volt Kassai Viktor és két segítője, Erős Gábor és Vámos Tibor is. Európát 10 játékvezetői trió képviselte. Az érintettek március 2-6. között a Kanári-szigeteken vettek részt szemináriumon, ezt megelőzően február 26-án Zürichben orvosi vizsgálaton kellett megjelenniük. Az ellenőrző vizsgálatokon megfeleltek az elvárásoknak, így a FIFA Játékvezető Bizottsága delegálta az utazó keretbe.
A világbajnoki döntőhöz vezető úton Dél-Afrikába a XIX., a 2010-es labdarúgó-világbajnokságra a FIFA JB asszisztensként alkalmazta. Partbírói mérkőzéseinek száma világbajnokságon: 4.
| Időpont          | Helyszín                           | Mérkőzés típusa        | Mérkőzés                  | Játékvezető   | Eredmény | Nézők száma |
| ---------------- | ---------------------------------- | ---------------------- | ------------------------- | ------------- | -------- | ----------- |
| 2010. június 15. | Ellis Park Stadion, Johannesburg   | selejtező (G. csoport) | Brazília–Dél-Korea        | Kassai Viktor | 2 : 1    | 54 331      |
| 2010. június 22. | Royal Bafokeng Stadion, Rustenburg | selejtező (A. csoport) | Uruguay–Mexikó            | Kassai Viktor | 0 : 1    | 33 425      |
| 2010. június 26. | Royal Bafokeng Stadion, Rustenburg | egyik nyolcaddöntő     | Ghána–Amerika             | Kassai Viktor | 1 : 2    | 34 976      |
| 2010. július 7.  | Moses Mabhida Stadion, Durban      | egyik elődöntő         | Spanyolország–Németország | Kassai Viktor | 1 : 0    | 60 960      |

#### Európa-bajnokság
2006-ban Portugáliában, partbíróként részese volt az U21-es utánpótlás Európa-bajnoki tornának. Kelet Európából egyedül vett reszt és egészen az elődöntőig maradhatott.

#### Olimpia
A 2008. évi nyári olimpiai játékok labdarúgó tornáján Pekingben a FIFA JB asszisztensi szolgáltra vette igénybe. Második számú asszisztens Vámos Tibor volt. Először működött magyar hármas olimpiai döntőben.
| Időpont             | Helyszín                  | Mérkőzés típusa        | Mérkőzés             | Játékvezető   | Eredmény | Nézők száma |
| ------------------- | ------------------------- | ---------------------- | -------------------- | ------------- | -------- | ----------- |
| 2008. augusztus 10. | Központi Stadion, Sanghaj | selejtező (A. csoport) | Argentína–Ausztrália | Kassai Viktor | 1 : 0    | 38 182      |
| 2008. augusztus 23. | Nemzeti Stadion, Peking   | döntő                  | Nigéria–Argentína    | Kassai Viktor | 0 : 1    | 89 102      |

#### Kupamérkőzés
Több UEFA-kupa, Intertotó-kupa, Bajnokok Ligája és Öböl Kupa mérkőzésen nyújtott segítséget a vezető játékvezetőnek. Az UEFA Bajnokok-ligája döntőn Ring György volt a második számú asszisztens.
| Időpont         | Helyszín                | Mérkőzés típusa | Mérkőzés                    | Játékvezető   | Eredmény | Nézők száma |
| --------------- | ----------------------- | --------------- | --------------------------- | ------------- | -------- | ----------- |
| 2011. május 28. | Wembley Stadion, London | döntő           | Barcelona–Manchester United | Kassai Viktor | 3 : 1    | 87 695      |

## Sportvezetőként
Komárom-Esztergom Megyei Labdarúgó-szövetség Játékvezető Bizottságánál oktatóként és vizsgabiztosként segíti a megyei játékvezetői tanfolyamok és a játékvezetők évközi felkészülésének sikerességét. A Komárom-Esztergom Megyei Labdarúgó Szövetség elnökségének tagja.
Jelenleg a Komárom-Esztergom Megyei Játékvezetői Bizottság elnöke

## Sikerei, díjai
- 2008-ban a Komárom–Esztergom megye legjobb játékvezetőjeként bronz fokozatú kitüntetést kapott.
- 2008-ban a Komárom Esztergom Megyei Önkormányzat több évtizedes példamutató és kiemelkedő sport tevékenységének elismeréséül kitüntette. Természetesen mindezek mellett a Komárom-Esztergom Megyei Önkormányzat az olimpia után mint olimpiai résztvevőt külön elismerésben részesítette.
- 2009-ben a legjobb asszisztens lett Magyarországon a Játékvezető Bizottság döntése értelmében.
- 2010-ben a HLSZ Kassai Viktorral és Ring Györggyel a legjobb magyar triónak járó díjjal jutalmazta.
- 2010-ben a világbajnokság után rosszindulatú rákos daganatot diagnosztizáltak nála. A felépülés után visszatért a pályára és 2011-ben már a Bajnokok Ligája fináléjában működött közre.

## Politikai pályafutása
2014-2022: Esztergom 1. sz. települési egyéni választókerület (Szentgyörgymező) önkormányzati képviselője (Fidesz)
2019. október-2022: Esztergom alpolgármester (Fidesz)
2022. május: országgyűlési képviselő (Fidesz)